# Contender (cheval)
Pour les articles homonymes, voir Contender.
Contender (né en 1984, mort en janvier 2014) est un étalon de robe bai foncé, du stud-book Holsteiner.

## Histoire
Il naît en 1984 à l'élevage de Niko Detlef, à Fehmarn en Allemagne. Il est approuvé à la reproduction en 1986. Il passe avec succès son test à Adelheitsdorf, terminant à la meilleure place de sa classe d'âge. Il obtient la note maximale en motivation et capacités sous la selle, et une mention d'excellent en saut d'obstacles. Il meurt en janvier 2014, peu avant son 30e anniversaire.

## Description
Contender est un étalon de robe bai foncé, inscrit au stud-book du Holsteiner, réputé pour son excellente conformation, ses lignes, son expression et son charme. Il toise 1,71 m. Ses allures sont particulièrement qualiteuses, bien que son pas ne couvre pas suffisamment le sol.

## Origines
Contender est un fils de l'étalon Calypso II.

## Descendance
Il est considéré comme le fils le plus influent de Calypso II, et l'un des meilleurs descendants de Cor de la Bryère.
Visualiser la lignée de Contender sous forme de graphe
Checkmate 4, Chiara 222 et Colore ont Contender pour père.